# بولان-تورگان
بولان-تورگان (انگلیسی: Bulan-Turgan) یک شهرک در شهرستان ایگلینسکی استان باشقیرستان کشور روسیه است.